# Spielregel für einen Wiedertäuferfilm
Spielregel für einen Wiedertäuferfilm ist ein deutsch-italienischer Filmessay des Filmemachers Georg Brintrup aus dem Jahr 1976. Er stellt die politische Ordnung des Täuferreichs von Münster (1534) der Situation in der Bundesrepublik Deutschland Mitte der 1970er-Jahre gegenüber, als durch den Radikalenerlass politisch radikal eingestellte Personen aus dem Staatsdienst ausgeschlossen wurden, was bei manchen Berufen ein faktisches Berufsverbot bedeutete.

## Handlung
Der erste Teil des Films beginnt mit einem kurzen Kommentar zu den Ereignissen in der Stadt Münster zu Anfang des 16. Jahrhunderts: Der Veränderung der städtischen Ordnung im Sinne der Täuferbewegung dieser Zeit und deren Führungsfiguren in Münster, sowie ihre Vernichtung durch den Bischof Franz von Waldeck mit Hilfe des Erzbischofs von Köln Hermann von Wied und des Landgrafen Philipp I. von Hessen. Danach tritt die Figur des Hermann von Kerssenbrock auf, der vierzig Jahre nach den Ereignissen eine „Geschichte der Wiedertäufer“ in lateinischer Sprache verfasst hatte und als 15-Jähriger selbst Augenzeuge gewesen war. Auf einer Dachterrasse an den Vatikanischen Mauern in Rom, unter der Kuppel des Petersdoms, liest ein Lektor Auszüge aus den Texten Kerssenbrocks vor. Sie beschreiben die Entstehung der Stadt Münster, deren Gebäude, Märkte und Straßen, deren Einteilung der Einwohner, Klassen und Stände und deren Verfassung. Der Film zeigt Bilder von den Straßen und Plätzen Münsters im Jahr 1976. Der erste Teil endet mit einer Kamerafahrt über die Dächer Münsters hinunter auf den Prinzipalmarkt, dem Zentrum der Stadt. Dann sieht man ein Feuer und hört Kerssenbrocks Ausführungen über Wunderzeichen, welche die westfälischen Unruhen und die Zerstörung der Stadt vorausgesagt hätten.
Der zweite Teil des Films spielt in den Straßen und auf den Plätzen des zeitgenössischen Münster. Zunächst sprechen zwei vom Berufsverbot betroffene Lehrerinnen, Monika und Magdalena, über ihre persönlichen Erfahrungen. Monika stellt ihren Fall ausführlich dar, während Magdalena einige besondere Erlebnisse hinzufügt. Anschließend wird die Situation von Bruno Finke vorgestellt, der von seinen Erfahrungen berichtet. Er wird von Ulrike begleitet, die ebenfalls von Vorwürfen im Sinne des Radikalenerlasses gegen sie erzählt. Alle vier vom Berufsverbot Betroffenen sind ausgebildete Pädagogen und Mitglieder der Deutschen Kommunistischen Partei. Am Ende des zweiten Teils wird die astronomische Uhr im Dom von Münster gezeigt, die, nachdem die ursprüngliche Uhr von den Wiedertäufern zerstört worden war, 1542 als „Symbol der Restauration“ – so Kerssenbrock – neu hergestellt worden war.

## Hintergrund
Der Film verdankt seine Entstehung der Arbeit an einem Drehbuch über die Geschichte der Täufer in Münster. Akzent wird auf den Mechanismus gelegt, wie sich aus einer ursprünglich friedlichen protestantischen Bewegung durch Verfolgung und gewaltsame Unterdrückung langsam eine radikale Bewegung entwickelt habe, die schließlich – während der anderthalbjährigen Belagerung der Stadt Münster – in Fanatismus und Wahn endete. Das Prinzip: geistige Unterdrückung führt zum Radikalismus, geistige Isolation zum Wahn, zum Fanatismus.

## Festivals
“Spielregel für einen Wiedertäuferfilm” wurde zuerst im Januar 1977 beim Film International Rotterdam gezeigt. Anschließend, im Juli 1977, beim Forum des Jungen Deutschen Films Berlin und im September 1977 auf der XIIIa „Mostra Internazionale del Nuovo Cinema“ in Pesaro.

## Kritiken
„Die vierte Art dokumentarische Filme zu drehen. 'Spielregel für einen Wiedertäuferfilm' ist ein scharfsinniger Film, der die Repression gegen die Wiedertäufer zu Beginn des 16. Jahrhunderts in Münster der Repression, den die Mitglieder der legalen Kommunistischen Partei in der Bundesrepublik unterliegen, gegenüberstellt. Der Verfassung der 'ersten Kommunisten' werden die Verfassungsfeinde von heute entgegengestellt. (...) Der Film fasst das Problem historisch und fesselt den Zuschauer viel mehr als es eine konfuse Ansammlung von Material aus dem Repertoir oder undeutliche Anklagen hätten schaffen können.“